# Краснопольский сельсовет (Пензенская область)
Краснопольский сельсовет — сельское поселение в Пензенском районе Пензенской области Российской Федерации.
Административный центр — село Краснополье.

## История
Статус и границы сельского поселения установлены Законом Пензенской области от 2 ноября 2004 года № 690-ЗПО «О границах муниципальных образований Пензенской области».

## Население
| 2002  | 2010  | 2012  | 2013  | 2014  | 2015  | 2016  |
| ----- | ----- | ----- | ----- | ----- | ----- | ----- |
| 977   | ↘745  | ↗1275 | ↘1239 | ↘1201 | ↘1182 | ↘1140 |
| 2017  | 2018  | 2021  |       |       |       |       |
| ↘1112 | ↘1070 | ↘718  |       |       |       |       |

## Состав сельского поселения
| №  | Населённый пункт | Тип населённого пункта       | Население |
| -- | ---------------- | ---------------------------- | --------- |
| 1  | Веселополье      | деревня                      | 3         |
| 2  | Истамбул         | посёлок                      | 3         |
| 3  | Князевка         | село                         | ↘452      |
| 4  | Краснополье      | село, административный центр | ↘434      |
| 5  | Кромщино         | железнодорожная станция      | 119       |
| 6  | Марьевка         | деревня                      | 39        |
| 7  | Октябрьская      | деревня                      | 36        |
| 8  | Сосновка         | деревня                      | 6         |
| 9  | Танеевка         | село                         | ↘64       |
| 10 | Улановка         | посёлок                      | 153       |

## Известные уроженцы
- Александров, Григорий Васильевич  (1895—1966) — советский военачальник, генерал-майор интендантской службы.